# Belizeváros
Belizeváros (angol: Belize City) Belize gazdasági központja, legnépesebb városa és korábbi fővárosa a Karib-tenger partján. Lakossága 57 ezer fő volt 2010-ben.
Az állam kormányzó szerveit az 1961-es hurrikán okozta pusztítást követően, 1970-ben helyezték át a parttól távolabb fekvő Belmopanba. Belizeváros az ország és a közeli mexikói partvidék legfontosabb kikötője. Jelentős a cukor-, épületfa-, gyümölcs-, kukoricaexportja. A lakosság nagy része a kereskedelemben és a különféle irodákban dolgozik.
A városban sok faépület áll, amelyek a Houver-öböl két partját borító mangrovemocsárba vert cölöpökre épültek. A Houver Creek két részre osztja a várost: Northside és Southside
A város a Belize folyó torkolatánál terül el. A folyó mentén a szárazföld belseje felé haladva az i. e. 10. századi vagy még régibb maja települések romjai láthatók. Ezek közül Altún Ha a legnagyobb, a várostól 50 km-re.

## Közigazgatás
A város kerületei:
- Fort George,
- King's Park,
- Newtown Barracks,
- Port Loyola,
- West Canal.

## Éghajlat
| Hónap | Jan. | Feb. | Már. | Ápr. | Máj. | Jún. | Júl. | Aug. | Szep. | Okt. | Nov. | Dec. | Év   |
| --- | ---- | ---- | ---- | ---- | ---- | ---- | ---- | ---- | ----- | ---- | ---- | ---- | ---- |
| Rekord max. hőmérséklet (°C) | 34,2 | 34,7 | 37,3 | 37,0 | 37,0 | 35,7 | 33,8 | 35,0 | 35,3  | 34,0 | 33,3 | 34,0 | 37,3 |
| Átlagos max. hőmérséklet (°C) | 27,9 | 28,8 | 29,8 | 31,2 | 31,9 | 31,7 | 31,5 | 31,8 | 31,8  | 30,6 | 29,2 | 28,3 | 30,4 |
| Átlagos min. hőmérséklet (°C) | 20,6 | 21,5 | 22,4 | 24,2 | 25,2 | 25,7 | 25,3 | 25,3 | 24,9  | 23,9 | 22,0 | 21,2 | 23,5 |
| Rekord min. hőmérséklet (°C) | 11,0 | 11,5 | 10,9 | 15,0 | 19,0 | 20,8 | 20,7 | 21,0 | 19,3  | 16,1 | 14,4 | 12,0 | 10,9 |
| Átl. csapadékmennyiség (mm) | 141  | 65   | 41   | 58   | 132  | 236  | 180  | 195  | 230   | 306  | 236  | 151  | 1971 |
| Havi napsütéses órák száma | 199  | 203  | 239  | 256  | 257  | 197  | 226  | 237  | 178   | 196  | 180  | 190  | 2558 |
| Forrás: National Meteorological Service of Belize, Meteo Climat (record highs and lows); Deutscher Wetterdienst (sun, 1961–1990, humidity 1975–1989) |      |      |      |      |      |      |      |      |       |      |      |      |      |

## Fordítás
- Ez a szócikk részben vagy egészben  a   Belize City című angol Wikipédia-szócikk fordításán alapul.  Az eredeti cikk szerkesztőit annak laptörténete sorolja fel. Ez a jelzés csupán a megfogalmazás eredetét és a szerzői jogokat jelzi, nem szolgál a cikkben szereplő információk forrásmegjelöléseként.

1. ↑  Station ID for Belize/Phillip Goldston INTL. Airport is 78583 Use this station ID to locate the sunshine duration